# Wetboek van Koophandel (België)
Het Wetboek van Koophandel (W.Kh.) (Frans: Code du Commerce) was een Belgisch wetboek uit 1807 met regels inzake handels- en economisch recht. Na een geleidelijke ontmanteling werd het in 2018 definitief afgeschaft. De bepalingen uit dit wetboek inzake zeerecht bleven evenwel behouden, zij het onder een nieuw opschrift, namelijk Wetboek van bepaalde voorrechten op zeeschepen en diverse bepalingen.

## Specificiteit van het handelsrecht
In tegenstelling tot Nederland was het handelsrecht in België tot 2018 een afzonderlijk rechtsgebied van het privaatrecht, naast het burgerlijk recht.
Bovendien bestaat er in België een afzonderlijke rechtbank voor geschillen tegen en tussen ondernemingen, de ondernemingsrechtbank. Voor 2018 was dit de rechtbank van koophandel.

## Geschiedenis
Het Wetboek van Koophandel werd uitgevaardigd op 10 september 1807 onder de Franse bezetting van het latere België. Het werd afgeschaft in 2018, maar reeds ruime tijd daarvoor was de Belgische wetgever dit wetboek aan het ontmantelen. Zo werden in de jaren 1990 de regels inzake vennootschappen en faillissementen respectievelijk overgeheveld naar het Wetboek van vennootschappen (W.Venn.) van 7 mei 1999 en de Faillissementswet (Faill.W.) van 8 augustus 1997. Deze wet werd vervolgens in 2017 opgeheven, toen de materie werd opgenomen in boek XX van het Wetboek van Economisch Recht (WER).
In 2014 kwam er een nieuwe Verzekeringswet (Verz.W.). De oude verzekeringswet van 1874, die was opgenomen in het Wetboek van Koophandel, werd daarom opgeheven.
De definitieve afschaffing van het wetboek volgde in 2018. Door de wet van wet van 15 april 2018 houdende hervorming van het ondernemingsrecht verdween onder meer het onderscheid tussen burgerlijke en handelszaken. Ook begrippen zoals “handelaar” en “daden van koophandel” werden afgeschaft. Andere bepalingen werden overgeheveld naar het Wetboek van Economisch Recht (WER), zoals bijvoorbeeld de regels inzake wisselbrieven en vervoersovereenkomsten.
Door de ontmanteling bleven enkel de regels uit boek II inzake scheepvaart over. Deze bleven behouden onder het nieuwe opschrift Wetboek van bepaalde voorrechten op zeeschepen en diverse bepalingen. 

## Inhoud
Tot aan de afschaffing van het Wetboek van Koophandel in 2018, bestond het wetboek uit volgende boeken. 

### Boek I: Koophandel in het algemeen
Kooplieden of handelaars waren volgens de wet zij die daden van koophandel stelden, en daarvan hun beroep maakten, hoofdzakelijk of aanvullend.  Deze daden van koophandel werden vervolgens in het wetboek opgesomd.  Samengevat kon men zeggen dat het ging over activiteiten in handel en industrie, maar niet deze in de landbouw, visserij of mijnbouw. 
Verder waren er bepalingen in ondergebracht over:
- de huwelijksvoorwaarden van kooplieden
- koopmansboeken
- het bewijs van handelsverbintenissen
- het pand
- het commissiecontract
- de vervoerovereenkomst
- wisselbrieven en orderbriefjes
- verzekeringen in het algemeen

### Boek II: Zee- en binnenvaart
Dit boek, ook de Zeewet genoemd, legt de basis van het Belgische zeerecht.  Het bevat onder andere een speciale regeling voor zakelijke rechten en  hypotheken op schepen, de aansprakelijkheid van de eigenaar en de kapitein, de vrachtbrief of cognossement, de charterpartij (charter party) of scheepscharter, de lening op bodemerij, de zeeverzekering, de schade bij aanvaring en de vergoedingen bij hulp en berging. Deze bepalingen bleven behouden onder het nieuwe opschrift Wetboek van bepaalde voorrechten op zeeschepen en diverse bepalingen. Dit laatste restant van het Wetboek van Koophandel trad op 1 september 2020 buiten werking ingevolge het aannemen van het Belgisch Scheepvaartwetboek.